# Oldenbergiella pappi
Oldenbergiella pappi är en tvåvingeart som beskrevs av Miguel Carles-Tolrá 1992.
Oldenbergiella pappi ingår i släktet Oldenbergiella och familjen myllflugor. Artens utbredningsområde är Spanien. Inga underarter finns listade i Catalogue of Life.